# Lucien Verhees
Lucien Verhees (1 juni 1932) is een Belgische voormalige atleet, die gespecialiseerd was in de tienkamp.

## Biografie
Verhees werd in 1954 Belgisch kampioen op de tienkamp. Hij nam dat jaar op de tienkamp ook deel aan de Europese kampioenschappen in Bern. Hij gaf op.
Verhees was aangesloten bij Beerschot Atletiek Club.

## Belgische kampioenschappen
| Onderdeel | Jaar |
| --------- | ---- |
| tienkamp  | 1954 |

## Persoonlijk record
| Onderdeel | Prestatie | Datum | Plaats |
| --------- | --------- | ----- | ------ |
| tienkamp  | 5332 p    |       |        |

## Palmares
tienkamp
- 1954:  BK AC – 4830 p
- 1954: DNF EK in Bern